# Adam Osborne
|  | Per a altres significats, vegeu «Osborne». |

Adam Osborne va ser un enginyer químic, escriptor i empresari estatunidenc de la indústria de la computació, nascut de pares britànics a Tailàndia.

## Història

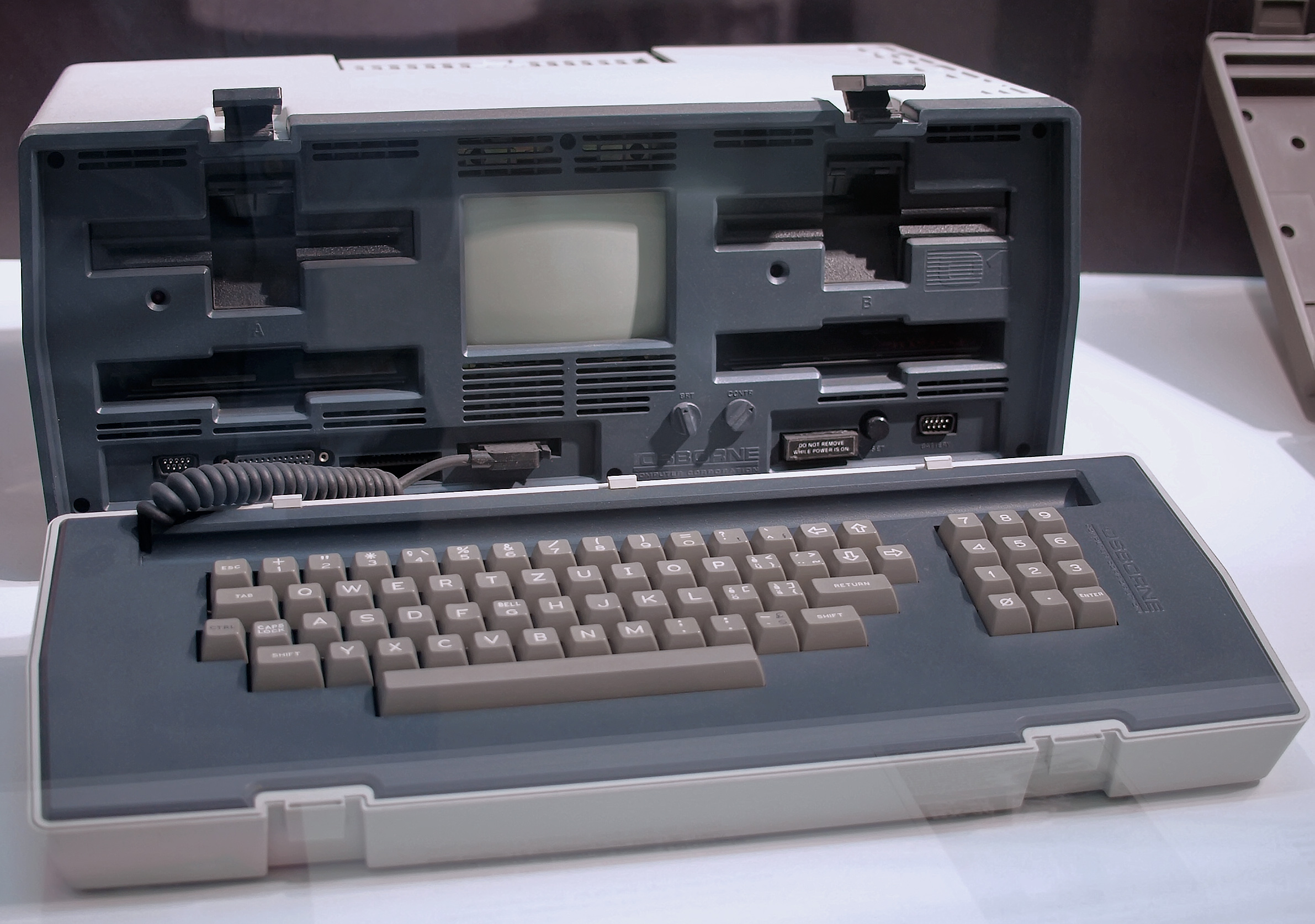
L'ordinador portàtil Osborne 1.

Osborne es va fer conegut com el creador de l'editorial Osborne & Associates el 1972 (adquirida per McGraw-Hill el 1979) i per l'Osborne Computer Corporation (OCC) el 1981, empresa que va llançar el primer ordinador portàtil comercialment viable, l'Osborne 1. Després de la fallida de l'OCC, el 1983, Osborne, va fundar Paperback Software International Ltd. el 1984, empresa que venia programari de baix cost. No obstant això, va ser demandada per Lotus Software el 1987 per suposada infracció de drets d'autor (el full de càlcul VP-Planner, comercialitzat per Osborne, seria una còpia de Lotus 1-2-3). El 1990, Osborne va perdre el procés i va deixar l'empresa.
El 1992, amb problemes de salut, es va traslladar a l'Índia, on va anar a viure amb la seva germana, Katya. Va morir a la ciutat de Kodaikanal, als 64 anys.